# Ferries-McDonald Conservation Park
Ferries-McDonald Conservation Park är en park i Australien. Den ligger i delstaten South Australia, omkring 59 kilometer sydost om delstatshuvudstaden Adelaide. Ferries-McDonald Conservation Park ligger 49 meter över havet.
Närmaste större samhälle är Murray Bridge, omkring 17 kilometer nordost om Ferries-McDonald Conservation Park. 
Trakten runt Ferries-McDonald Conservation Park består till största delen av jordbruksmark. Runt Ferries-McDonald Conservation Park är det mycket glesbefolkat, med 7 invånare per kvadratkilometer. Genomsnittlig årsnederbörd är 513 millimeter. Den regnigaste månaden är juni, med i genomsnitt 86 mm nederbörd, och den torraste är december, med 16 mm nederbörd.